# Parlamento do Líbano
O Parlamento do Líbano é a sede do poder legislativo do Líbano, existe uma confusão de nomes, em árabe o nome oficial é Câmara dos Deputados, em francês o nome oficial é Assembleia Nacional, o parlamento é no formato unicameral e conta atualmente com 128 membros eleitos para mandatos de 4 anos por representação proporcional divididos em 5 círculos eleitorais, sendo metade dos assentos reservados a cristãos e a outra metade a muçulmanos.

## Grupos parlamentares
| Aliança/Partido     | Aliança/Partido                   | Aliança/Partido                 | Ideologia            | Espectro           | Etnia/Religião | Mandatos |
| ------------------- | --------------------------------- | ------------------------------- | -------------------- | ------------------ | -------------- | -------- |
|                     |                                   | Movimento Patriótico Livre      | Democracia cristã    | Centro             | Cristãos       | 17 / 128 |
|                     | Hezbollah                         | Nacionalismo islâmico           | Pega-tudo            | Muçulmanos xiitas  | 15 / 128       |          |
|                     | Amal                              | Conservadorismo                 | Centro-direita       | Muçulmanos xiitas  | 15 / 128       |          |
|                     | Movimento Marada                  | Democracia cristã               | Centro-direita       | Cristãos           | 4 / 128        |          |
|                     | Federação Revolucionária Armênia  | Socialismo democrático          | Esquerda             | Cristãos           | 3 / 128        |          |
|                     | Sunitas pró-8 de Março            | -                               | -                    | Muçulmanos sunitas | 3 / 128        |          |
|                     | Al-Ahbash                         | Pragmatismo                     | Centro               | Sufismo            | 2 / 128        |          |
|                     | Partido Social Nacionalista Sírio | Nacionalismo sírio              | Terceira posição     | Secularismo        | 0 / 128        |          |
|                     | Movimento Azm                     | Conservadorismo                 | Centro-direita       | Muçulmanos sunitas | 0 / 128        |          |
| Aliança 8 de Março  | Aliança 8 de Março                | Pró-Síria, AntiIsrael           | Pega-tudo            |                    | 65 / 128       |          |
|                     |                                   | Forças Libanesas                | Nacionalismo cristão | Direita            | Cristãos       | 19 / 128 |
|                     | Bloco de Moderação Nacional       | Liberalismo Clássico            | Centro-Direita       | Muçulmanos Sunitas | 11 / 128       |          |
|                     | Kataeb                            | Conservadorismo                 | Direita              | Cristãos           | 4 / 128        |          |
| Aliança 14 de Março | Aliança 14 de Março               | Pró-Ocidente                    | Pega-tudo            |                    | 38 / 128       |          |
|                     | Sociedade Civil                   | Sociedade Civil                 | Liberalismo          | Centro             | Secularismo    | 10 / 128 |
|                     | Partido Socialista Progressista   | Partido Socialista Progressista | Social-democracia    | Centro-esquerda    | Drusos         | 8 / 128  |
|                     | Independentes                     | Independentes                   | -                    | -                  | -              | 6 / 128  |

### Distribuição dos Mandatos
(Como estipulado pelo Acordo de Taif em 1989)
| Etnia/Religião          | Lugares   |
| ----------------------- | --------- |
| Maronitas               | 34 / 64   |
| Ortodoxos Gregos        | 14 / 64   |
| Melkitas                | 8 / 64    |
| Ortodoxos armênios      | 5 / 64    |
| Católicos armênios      | 1 / 64    |
| Protestantes            | 1 / 64    |
| Outras minorias cristãs | 1 / 64    |
| Cristãos                | 64 / 128  |
| Sunitas                 | 27 / 64   |
| Xiitas                  | 27 / 64   |
| Drusos                  | 9 / 64    |
| Alauitas                | 2 / 64    |
| Muçulmanos e Drusos     | 64 / 128  |
| Total                   | 128 / 128 |